# Campionato sudamericano femminile di pallavolo 2013
Il campionato sudamericano femminile di pallavolo 2013 si è svolto dal 18 al 22 settembre 2013 a Ica, in Perù. Al torneo hanno partecipato 6 squadre nazionali sudamericane e la vittoria finale è andata per la diciottesima volta, la decima consecutiva, al Brasile.

## Regolamento
Le sei squadre partecipanti hanno disputato un girone all'italiana.

## Classifica finale
| Classifica | Squadre   | Qualificazione                                      |
| ---------- | --------- | --------------------------------------------------- |
|            | Brasile   | Grand Champions Cup 2013 - Campionato mondiale 2014 |
|            | Argentina |                                                     |
|            | Perù      |                                                     |
| 4          | Colombia  |                                                     |
| 5          | Venezuela |                                                     |
| 6          | Cile      |                                                     |